# Cheilosia styriaca
Cheilosia styriaca är en tvåvingeart som beskrevs av Franz 1989. Cheilosia styriaca ingår i släktet örtblomflugor, och familjen blomflugor.
Artens utbredningsområde är Österrike. Inga underarter finns listade i Catalogue of Life.